# Jupiter Icy Moons Orbiter

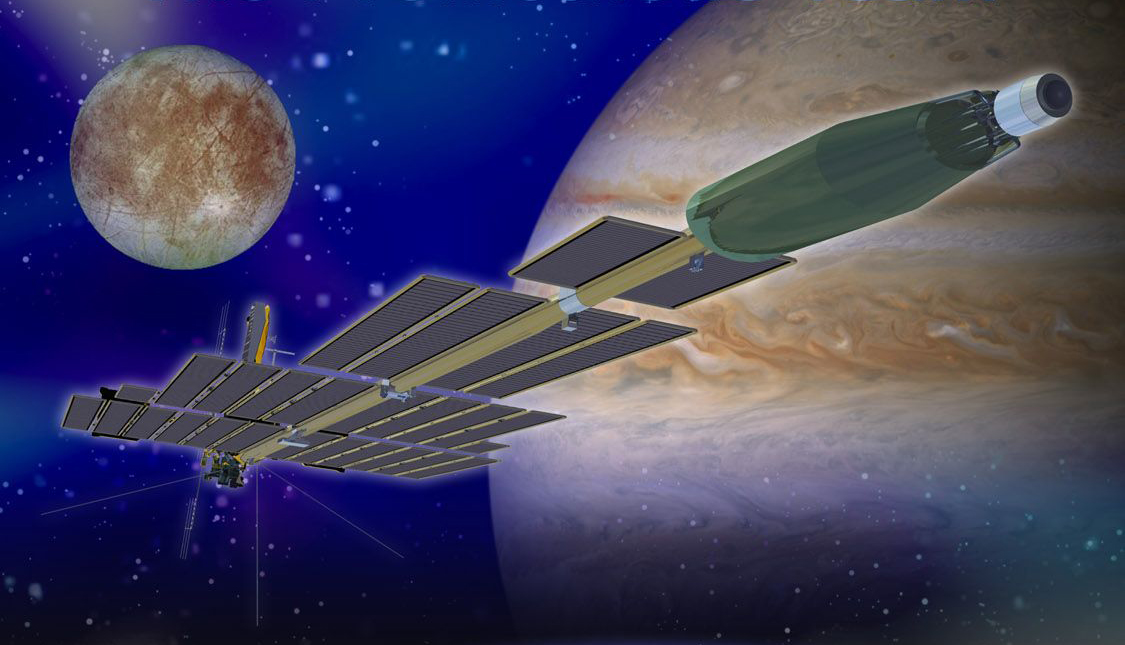
Jupiter Icy Moons Orbiter

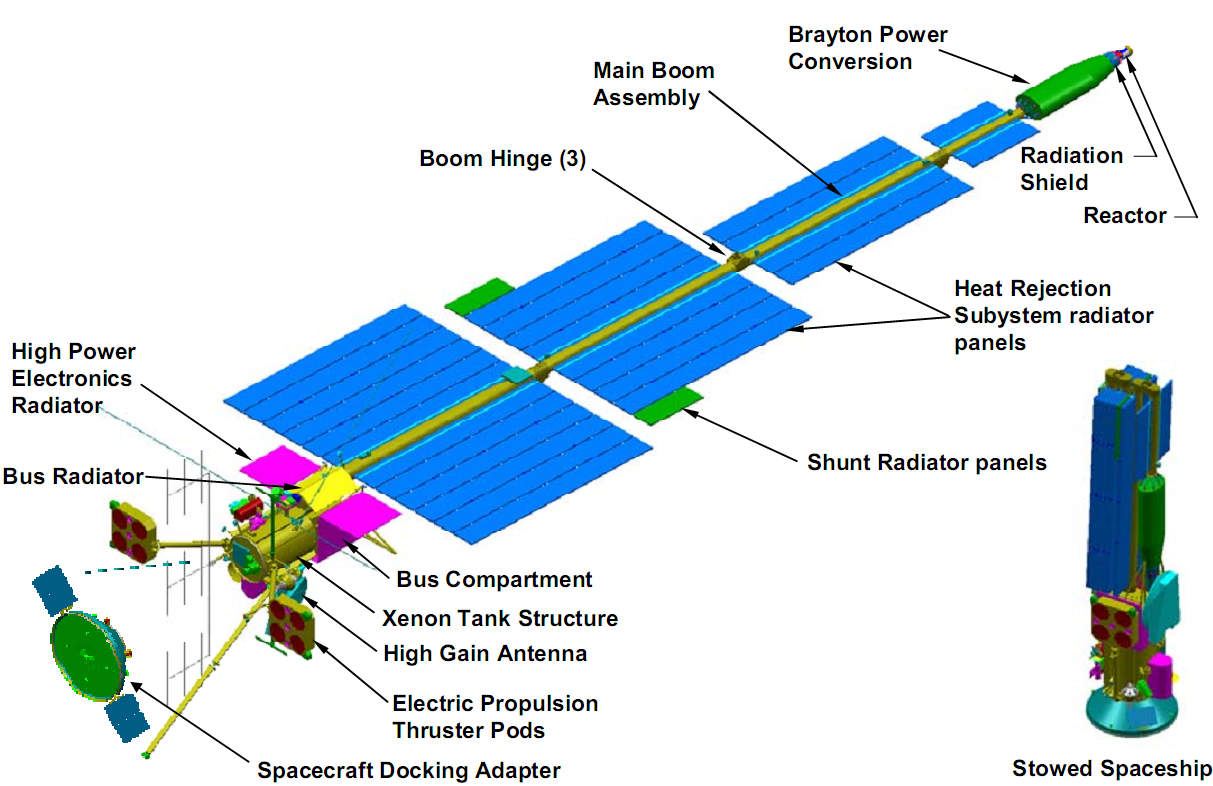
Aufbau des JIMO

Der Jupiter Icy Moons Orbiter (JIMO) war das Flaggschiff des 2003 wiedergestarteten Prometheus-Projekts, das die Entwicklung von nuklearen Antrieben und Energiequellen für eine künftige Generation von Raumsonden vorsieht. Das Ziel von JIMO war es laut NASA, eine völlig neuartige, mit einem Atomreaktor betriebene Sonde für die Erforschung der Eismonde Ganymed, Kallisto und Europa des Jupiter zu konstruieren und zu starten. Die Mission sollte frühestens 2017 starten, wurde aber zuerst auf unbestimmte Zeit verschoben und dann gestrichen.

## Ziel
Ziel der Mission war es vornehmlich, die unter der Oberfläche dieser Monde vermuteten Wasserozeane zu erforschen (siehe extraterrestrischer Ozean). Aufgrund der Gezeitenkräfte des Jupiters könnte sich unter den Eispanzern nicht nur flüssiges Wasser, sondern auch primitives Leben gebildet haben, das die geologische Aktivität des Mondinneren als Energiequelle nutzt und das durch die mehrere Kilometer dicken Eispanzer vor den starken Strahlungseinflüssen des Jupiters geschützt ist.
Durch die neuartige, leistungsfähige Energieversorgung entstanden völlig neue Möglichkeiten. So sollte ein starkes Radar verwendet werden, um tief in den Eispanzer zu blicken. Ebenfalls zur Ausrüstung der Sonde sollte wahrscheinlich eine Laser-Höhenmessung zur Untersuchung des Höhenreliefs, verschiedene Kameras, ein Magnetometer und Staubdetektoren gehören. Auch sollte die Beweglichkeit und Reisegeschwindigkeit durch ein nuklearbetriebenes Ionentriebwerk erheblich gesteigert werden. Die Masse der Sonde mit ca. 26 Tonnen sollte auch weit über der bisheriger interplanetarer Missionen liegen, in denen Cassini-Huygens mit 5,6 t die schwerste US-Raumsonde ist. Von dieser enormen Masse waren nach den NASA Planungen allerdings nur 1500 kg wissenschaftliche Nutzlast, die restliche Masse würde für die Komponenten des Nuklearantriebes gebraucht, wie zum Beispiel Strahlungsabschirmung und Hitzeradiatoren.
Es war ebenfalls geplant, einen Lander auf Europa abzusetzen. Er hätte versuchen können, sich mit seinen Instrumenten durch den Eispanzer zu bohren, um den darunterliegenden Ozean zu erreichen. Allerdings muss dabei sichergestellt sein, dass der Lander das eventuell vorhandene Ökosystem nicht mit irdischen Bakterien verschmutzt, also völlig steril ist.
JIMO sollte gleichzeitig technologischer Vorreiter für weitere Missionen in den tiefen Weltraum sein. Dabei stehen die Erforschung des Saturnmondes Titan, des Planeten Neptun, des Kuiper-Gürtels sowie der Heliopause, der Grenze des Sonnensystems, an.

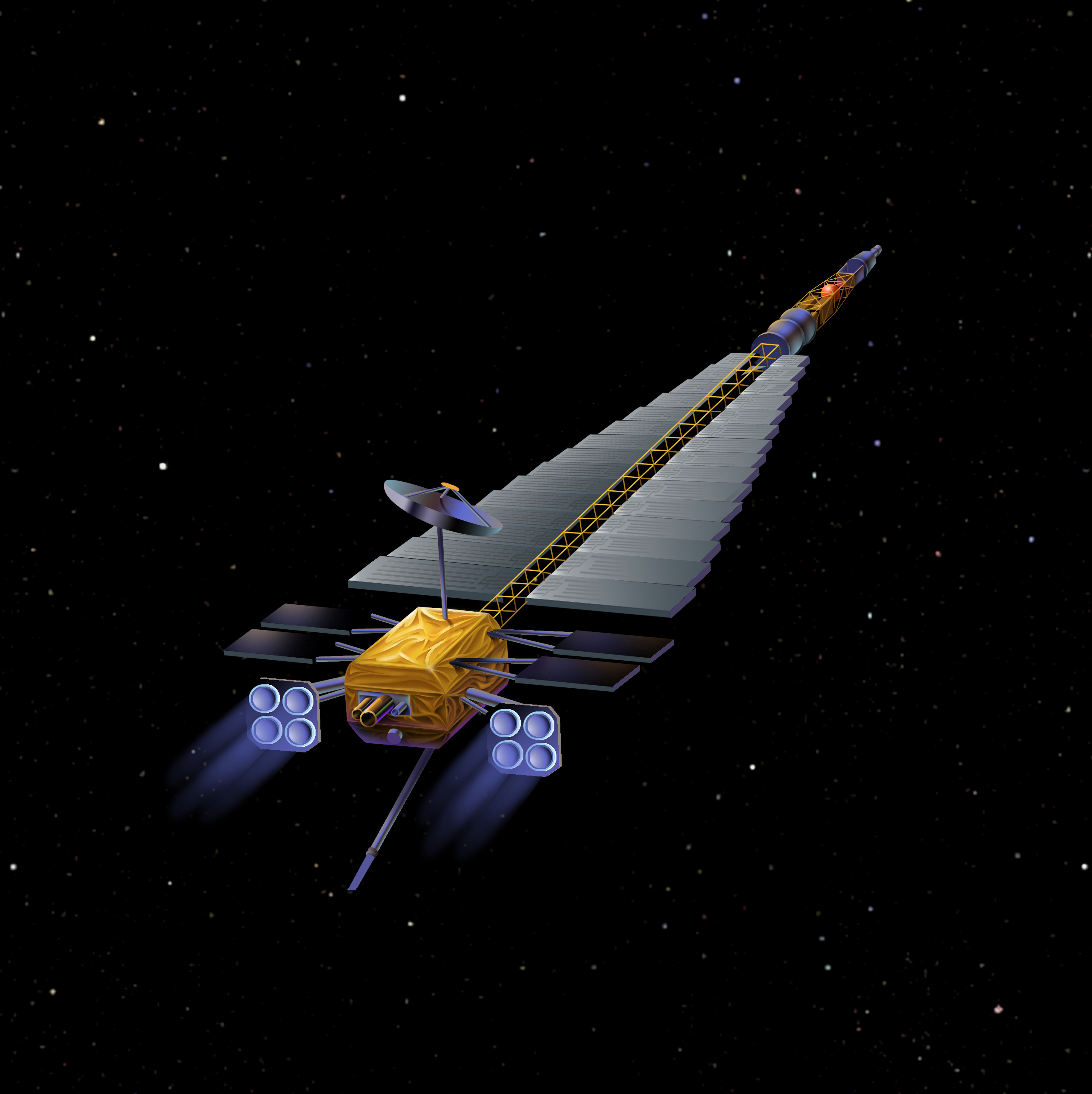
Jupiter Icy Moons Orbiter von hinten

## Entwicklung

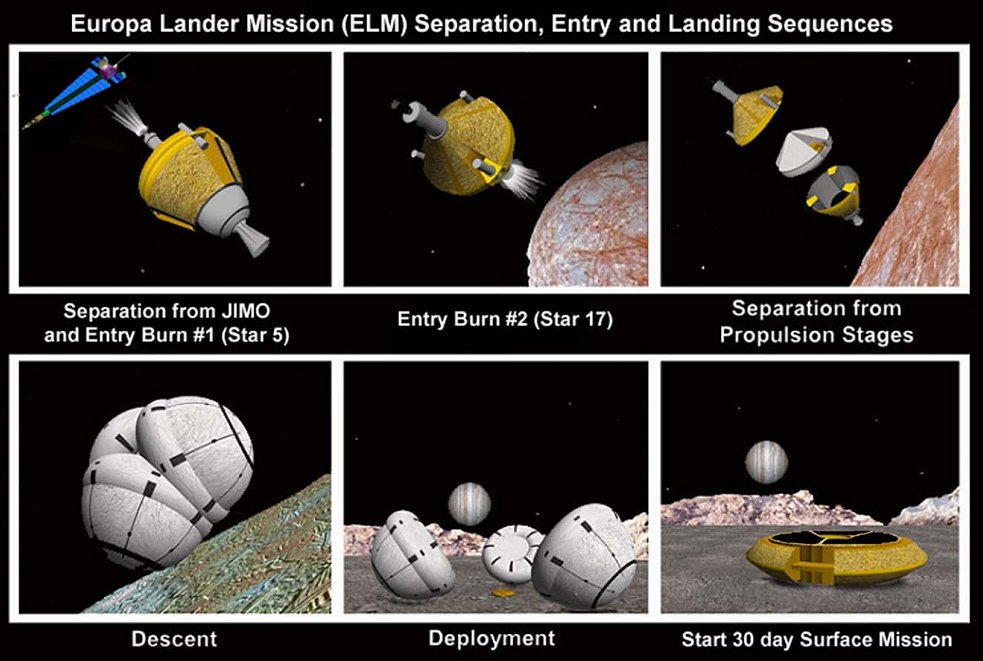
Abstiegssequenz des Europa-Lander

Am 10. Juni 2003 wurde ein Auftrag zur Erarbeitung einer Konzeptstudie für den Europa-Lander im Volumen von 9 Millionen US-Dollar an den Technologiekonzern Lockheed Martin vergeben.
Am 21. September 2004 hat das Jet Propulsion Laboratory der NASA den US-amerikanischen Rüstungs- und Raumfahrtkonzern Northrop Grumman beauftragt, bis 2008 Hard- und Software für den nicht-nuklearen Teil des Raumschiffs zu entwickeln. Zu dem 400-Millionen-US-Dollar-Auftrag gehören unter anderem die Entwicklung der internen Steuerung des Raumschiffs, der Energieversorgung und Forschungseinrichtungen.
Anfang Februar 2005 stellte die NASA ihren Budget-Vorschlag für das Jahr 2006 vor. Demnach wurde die Entwicklung des Projektes Jupiter Icy Moons Orbiter vorerst auf Eis gelegt, da die Mission angeblich zu ehrgeizig für den ersten Test des nuklearen Antriebs sei. Die Arbeiten an dem Prometheus-Projekt gehen allerdings weiter und es wurde nach einer kleineren Testmission gesucht. Die Kosten für die Sonde wurden auf über 16 Milliarden Dollar geschätzt, die Kosten für den Start mit weiteren 5 Milliarden Dollar veranschlagt.

## Raumsondenprojekte nach dem Abbruch der JIMO-Mission

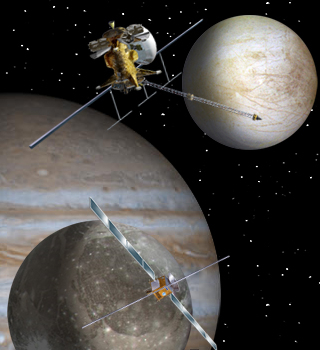
Zeichnung der beiden Sonden der Europa Jupiter System Mission

Als Ersatz für einen Teil der JIMO-Mission war eine gemeinsame NASA/ESA Europa Jupiter System Mission mit zwei Raumsonden in Planung. Die Raumsonde, die Europa umkreisen sollte, hätte wahrscheinlich über herkömmliche Energieversorgung (RTGs) und die andere (die Ganymed umkreisen sollte) über Solarzellen verfügt. Nach Budgetkürzungen stieg die NASA jedoch auch aus diesem Projekt aus. Daraufhin beschloss die ESA einen eigenen Orbiter mit einem leicht abgewandelten Flugplan zur Erforschung von Jupiter seiner Magnetosphäre, Europas, Callistos und Ganymeds unter dem Namen JUICE zu starten.
Die 2005 beschlossene Juno-Raumsonde ist dagegen völlig unabhängig von dem Stopp des JIMO-Programms entstanden. Juno verfolgt mit dem Studium der Atmosphäre und Magnetosphäre des Jupiters andere Forschungsziele als JIMO und soll dafür den Planeten auf einer polaren Umlaufbahn umkreisen, wogegen JIMO sich zum Studium der Monde nahe der Äquatorebene des Jupiters bewegt hätte. Juno nutzt einen konventionellen chemischen Antrieb und ist die erste Raumsonde am Jupiter, die ihre elektrische Energie durch Solarzellen erzeugen soll. Der Einsatz von Solarzellen ist möglich, weil sich Juno auf einer zur Sonnenenergiegewinnung günstigen polaren Umlaufbahn meistens außerhalb der starken Strahlungsgürtel des Jupiters befindet. Eine Mission zu den inneren Monden des Jupiters wäre, da die starke Strahlung die Solarzellen zerstören würde, weiterhin auf eine nukleare Energieversorgung angewiesen.